# Skönaste Jesus
Skönaste Jesus är en tysk psalm med fyra verser. Det är en tysk folksång från 1600-talet. Texten översattes till svenska av Erik Nyström. Musiken är en schlesisk folkmelodi som trycktes 1842.

## Publicerad i
- Svenska Missionsförbundets sångbok (1951) nummer 53, under rubriken "Jesus Kristus -Jesu härlighet".[1]

### Fotnoter
1. 1 2   Sånger och psalmer musik och text : för enskilt och offentligt bruk. Stockholm: Missionsförb. 1951. Libris 3387612